# 维迪古尔福
维迪古尔福（義大利語：Vidigulfo），是意大利帕维亚省的一个市镇。总面积15平方公里，人口5915人，人口密度394.3人/平方公里（2009年）。国家统计（ISTAT）代码为018176。